# Philip Henry Gosse
Philip Henry Gosse (Worcester, 6 aprile 1810 – Torquay, 23 agosto 1888) è stato un naturalista britannico.
Grande appassionato di storia naturale, è stato il primo a usare la parola acquario e con le sue illustrazioni dette un notevole contributo allo studio della biologia marina.

## La teoria dell'Omphalos
Gosse è noto soprattutto per essere stato l'autore della cosiddetta teoria dell'Omphalos, un tentativo di conciliare gli immensi tempi geologici ipotizzati da Charles Lyell con i testi biblici della creazione.
Secondo tale ipotesi, che prende il nome dalla parola in greco antico per "ombelico",  il mondo sarebbe stato creato recentemente, ma completo di segni che indicherebbero un'età molto più grande; la teoria è esposta nel libro Omphalos, che Gosse pubblicò nel 1857. Il naturalista argomentò che al fine di essere "funzionale", il mondo sarebbe stato creato da Dio con indizi di un passato non vissuto (ad esempio i cerchi dei tronchi degli alberi), così come Adamo ed Eva sarebbero stati creati con l'ombelico, indizio di una gravidanza non avvenuta. Secondo l'ipotesi Omphalos ogni prova dell'avanzata età del mondo e dell'universo sarebbe quindi per definizione inaffidabile. Per quanto la teoria ebbe un limitato successo tra i creazionisti del XX secolo, la maggior parte dei creazionisti contemporanei sostiene che Adamo ed Eva non avessero l'ombelico, rigettando quindi la premessa necessaria per l'ipotesi.

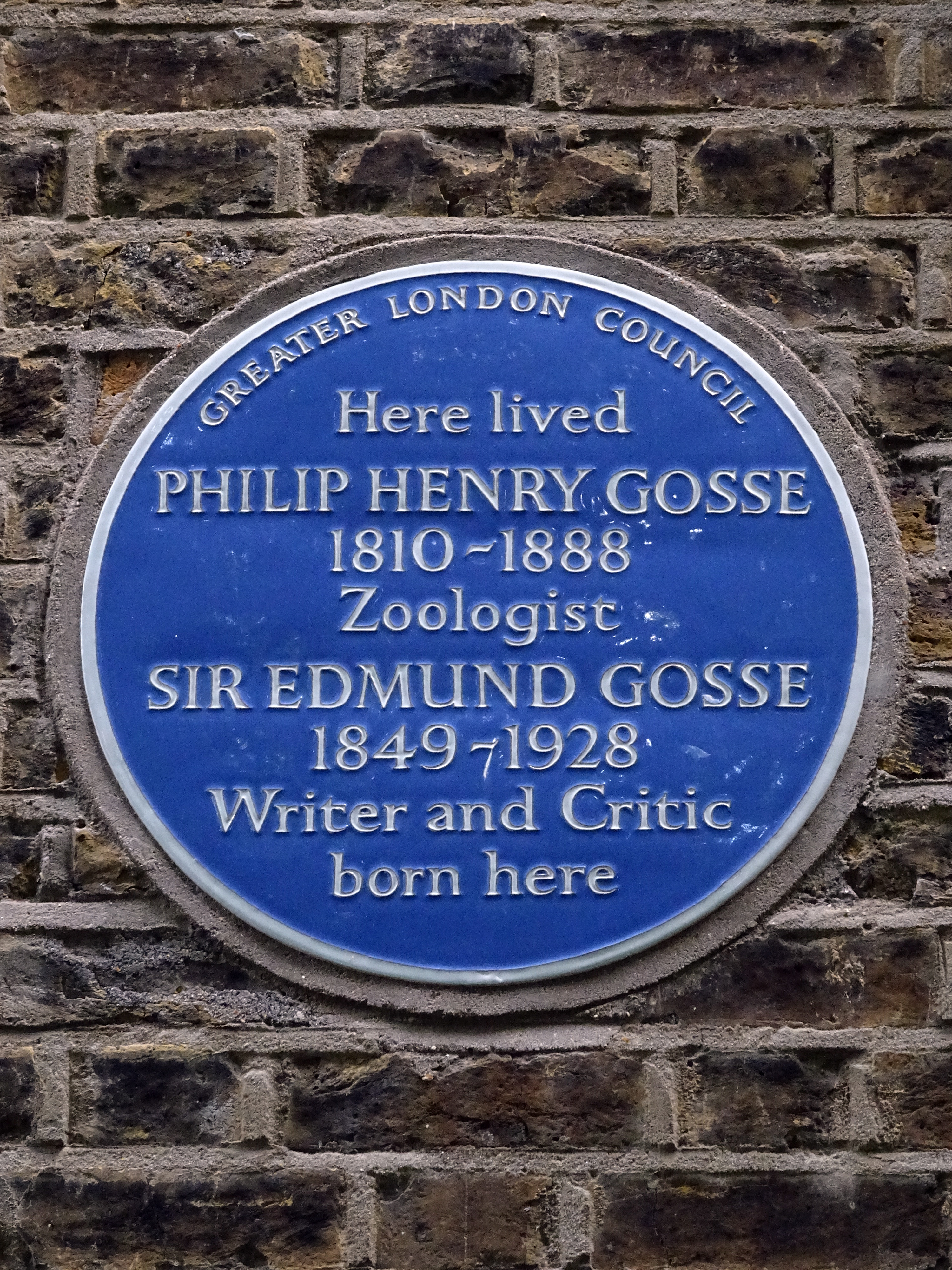
Targa blu dedicata a Philip Henry Gosse e al figlio Edmund Gosse

Dopo la morte, Gosse venne raffigurato come un padre dispotico e fanatico religioso in Padre e figlio, un'opera letteraria scritta da suo figlio, il poeta e critico Edmund Gosse.

## Opere

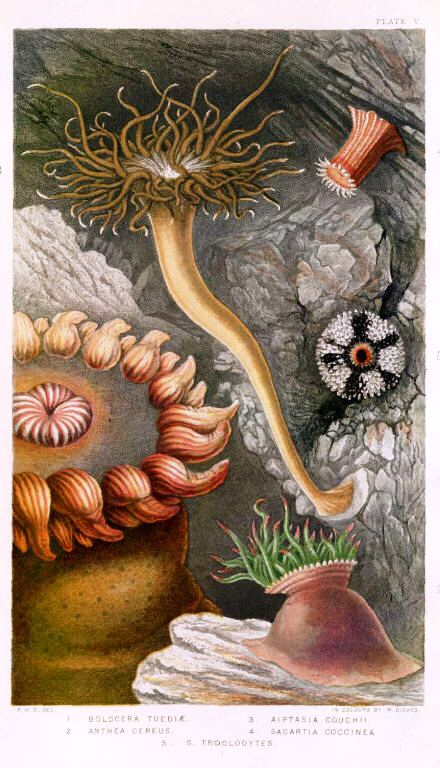
Illustrazione tratta dal libro British Sea-Anemones and Corals di Philip Henry Gosse, 1860.

- The Canadian Naturalist: a series of conversations on the natural history of Lower Canada (1840).
- An Introduction to Zoology (1844).
- The Ocean (1844), edition of 1874 under the title The Wonders of the Great Deep; or, the physical, animal, geological and vegetable curiosities of the ocean.
- The Birds of Jamaica (1847)
- The Monuments of Ancient Egypt, and their relation to the Word of God (1847).
- Natural History. Mammalia (1848).
- Popular British Ornithology; containing a familiar and technical description of the Birds of the British Isles (1849).
- Illustrations of the Birds of Jamaica (1849).
- Natural History. Birds (1849).
- The Ancient and Modern History of the Rivers of the Bible (1850).
- Natural History. Reptiles (1850).
- A Naturalist’s Sojourn in Jamaica (1851).
- Natural History. Fishes (1851).
- The History of the Jews, from the Christian era to the dawn of the Reformation (1851).
- A Text-book of Zoology for schools (1851).
- Assyria: her manners and customs, arts and aims. Restored from the monuments (1852).
- A Naturalist's Rambles on the Devonshire Coast (1853).
- The Aquarium: an unveiling of the wonders of the deep sea (1854).
- Natural History. Mollusca (1854).
- A Handbook to the Marine Aquarium: containing Instructions for constructing, stocking, and maintaining a tank, and for collecting plants and animals (1855).
- Manual of Marine Zoology for the British Isles (1855–1856).
- Tenby: a seaside holiday (1856).
- A Memorial of the Last Days on Earth of Emily Gosse (1857)
- Omphalos: an attempt to untie the geological knot. (1857), modern editions in 1998 and 2003.
- Life in its Lower, Intermediate, and Higher Forms; or, manifestations of the divine wisdom in the natural history of animals (1857).
- Actinologia Britannica: a history of the British Sea-Anemones and Corals. (1858–60).
- Evenings at the Microscope: or, researches among the minute organs and forms of animal life (1859).
- Letters from Alabama, chiefly relating to Natural History (1859).
- The Romance of Natural History (1860–61).
- A Year at the Shore (1865).
- Land and Sea (1865).
- The Revelation. How is it to be interpreted ? (1866).
- Imperial Bible-Dictionary (104 articles) (1866)
- The Mysteries of God: a series of expositions of Holy Scripture (1884).